# Kia Avella
Kia Avella — це седани і хетчбеки В-класу, що вироблялися південнокорейською компанією Kia з 1993 по 2000 роки.

## Опис моделі

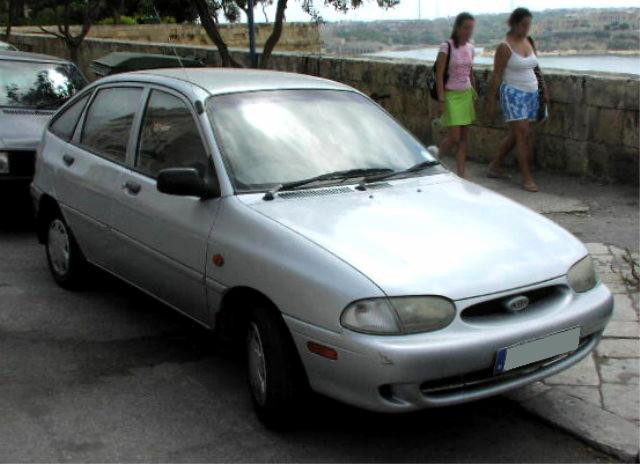
Kia Avella 5дв хетчбек (1997-2000)

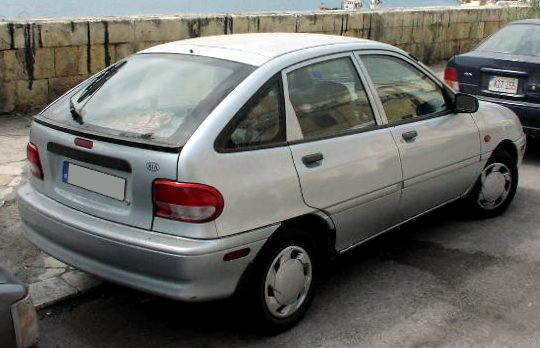
Kia Avella 5дв хетчбек (1997-2000)

Дебют Kia Avella відбувся в 1993 році, тоді автомобіль був представлений тільки з кузовами 3 - і 5-дверний хетчбек, трохи пізніше в 1995 році з'явився седан, що отримав назву Avella Delta. Єдина принципова різниця між версіями - довжина кузова. В іншому автомобілі повністю ідентичні.
Примітно, що на початку 90-х на всі основні світові ринки, включаючи США, Kia Avella поступала під маркою Ford Aspire. У майбутньому ситуація змінилася, до Європи цю модель стали поставляти під маркою Kia Avella, а в країни Азіатсько-Тихоокеанського регіону під маркою Ford Festiva.
У технічному плані Avella компанії Kio ідентична Mazda 121 зразка 1990 року. Вона успадкувала від цієї моделі коробку передач, підвіску і навіть двигун, а саме рядний 4-циліндровий 1,3-літровий силовий агрегат потужністю 73 к.с.
Хоча найчастіше зустрічаються потужніші версії Avella з 1,5 л двигунами потужністю 105 к.с. або 92 к.с.
На вибір покупця три типи коробок передач: 3 - і 4-ступінчаті автоматичні і 5-ступінчата механічна.
Передня підвіска - типу McPherson зі стабілізатором поперечної стійкості, задня - поперечна балка.
Продовжуючи порівняння між Mazda 121 і Avella, варто відзначити: нове торпедо, збільшений в розмірах багажник і помітно вищий салон у автомобіля Kio. Він вийшов просторим, а високий дах залишає великий простір між стелею і головою.
Кузов обтічної форми був самостійно розроблений корейськими дизайнерами.
Можна зустріти досить велику різноманітність комплектацій Kia Avella. У найпростішу комплектацію входять гідропідсилювач, аудіопідготовка (антена, 4 динаміки) і центральний замок. Багатша версія має в своєму розпорядженні кондиціонером, електроприводом дзеркал і стікав, подушками безпеки, іммобілайзером, магнітолою, люком і ABS.
Широкий діапазон регулювань сидіння водія і спеціальний профіль подушок з бічною підтримкою дозволяють водієві відчувати себе комфортно навіть після тривалої напруженої поїздки.
Окремо варто сказати про систему безпеки на Kia Avella.
Передня частина автомобіля, аж до сидіння водія, посилена сталевими панелями високої міцності, встановлюючи нові стандарти у забезпеченні безпеки для малогабаритних автомобілів. У поєднанні з ременями безпеки з трьома точками фіксації створює водієві надійний захист при фронтальному зіткненні.
Для поглинання бічного удару варто брус посилення дверей з високоміцного металу. Він надійно захищає водія і пасажирів.
У 1997 році Kia Avella піддали рестайлінгу. Оновлена версія відрізняється від попередньої формою передка і наявністю великих літер DELTA на зрізі кришки багажника (седан).
У 2000 році на зміну їй прийшла нова малолітражна модель - Kia Rio.

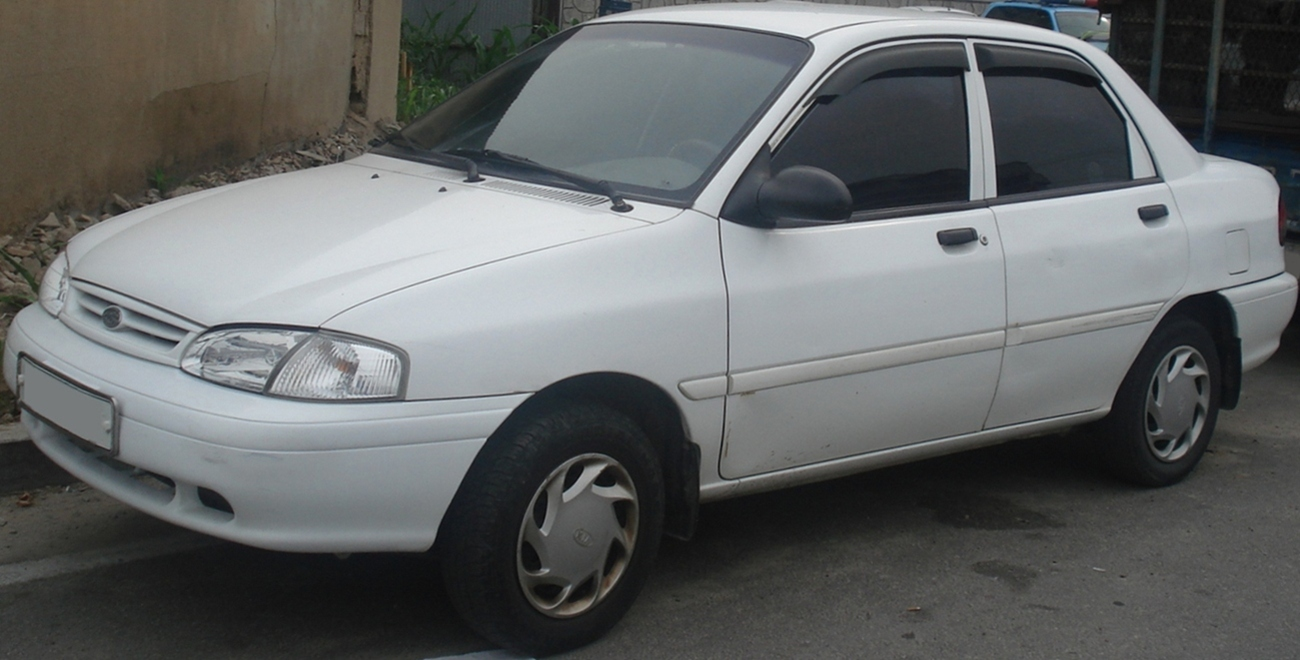
Kia Avella Delta седан (1995-1997)
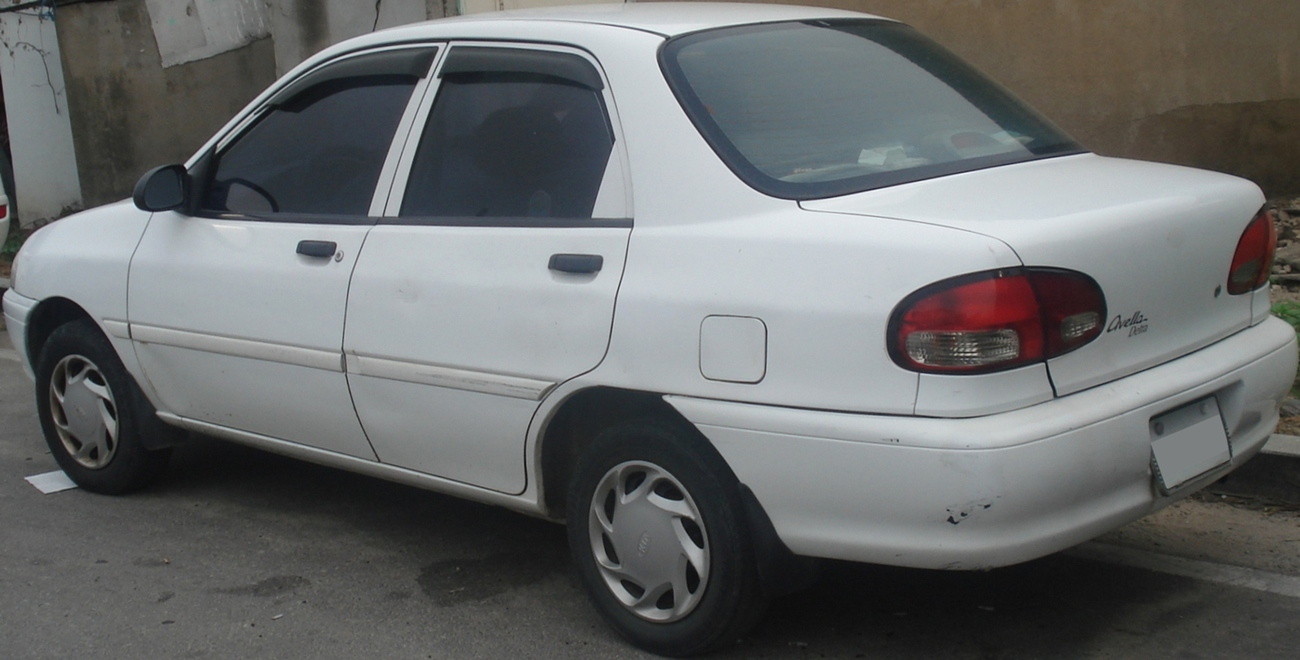
Kia Avella Delta седан (1995-1997)
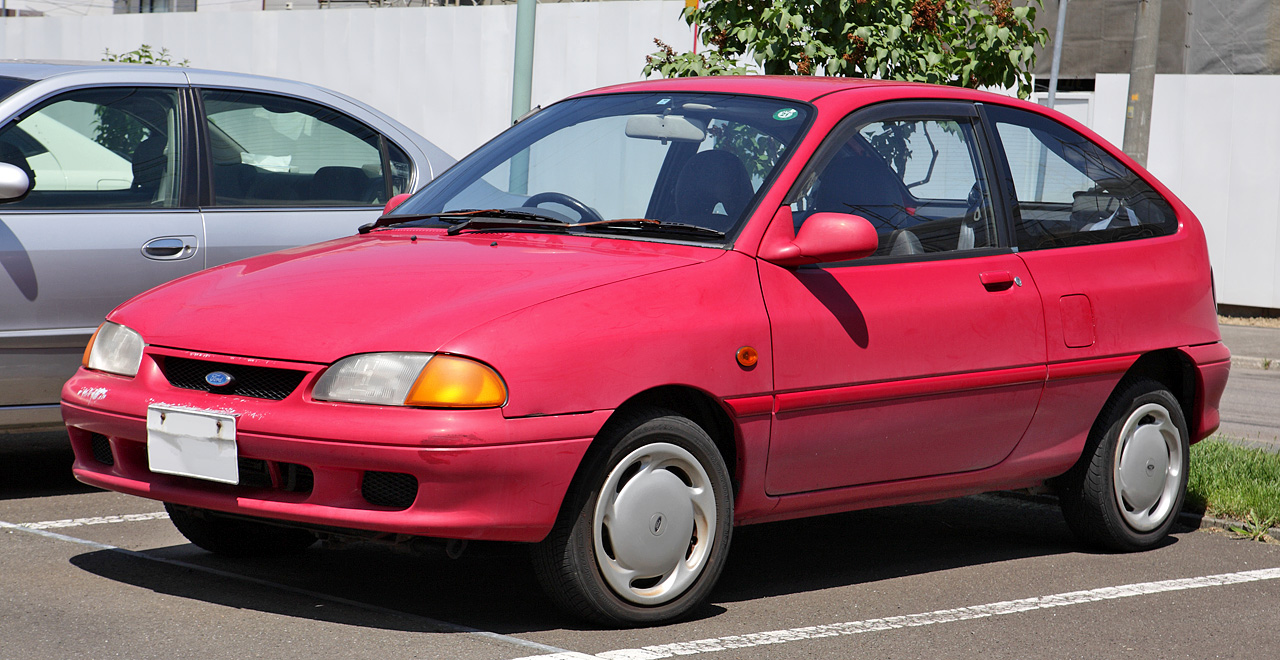
Ford Festiva 3дв хетчбек (1993-1997)
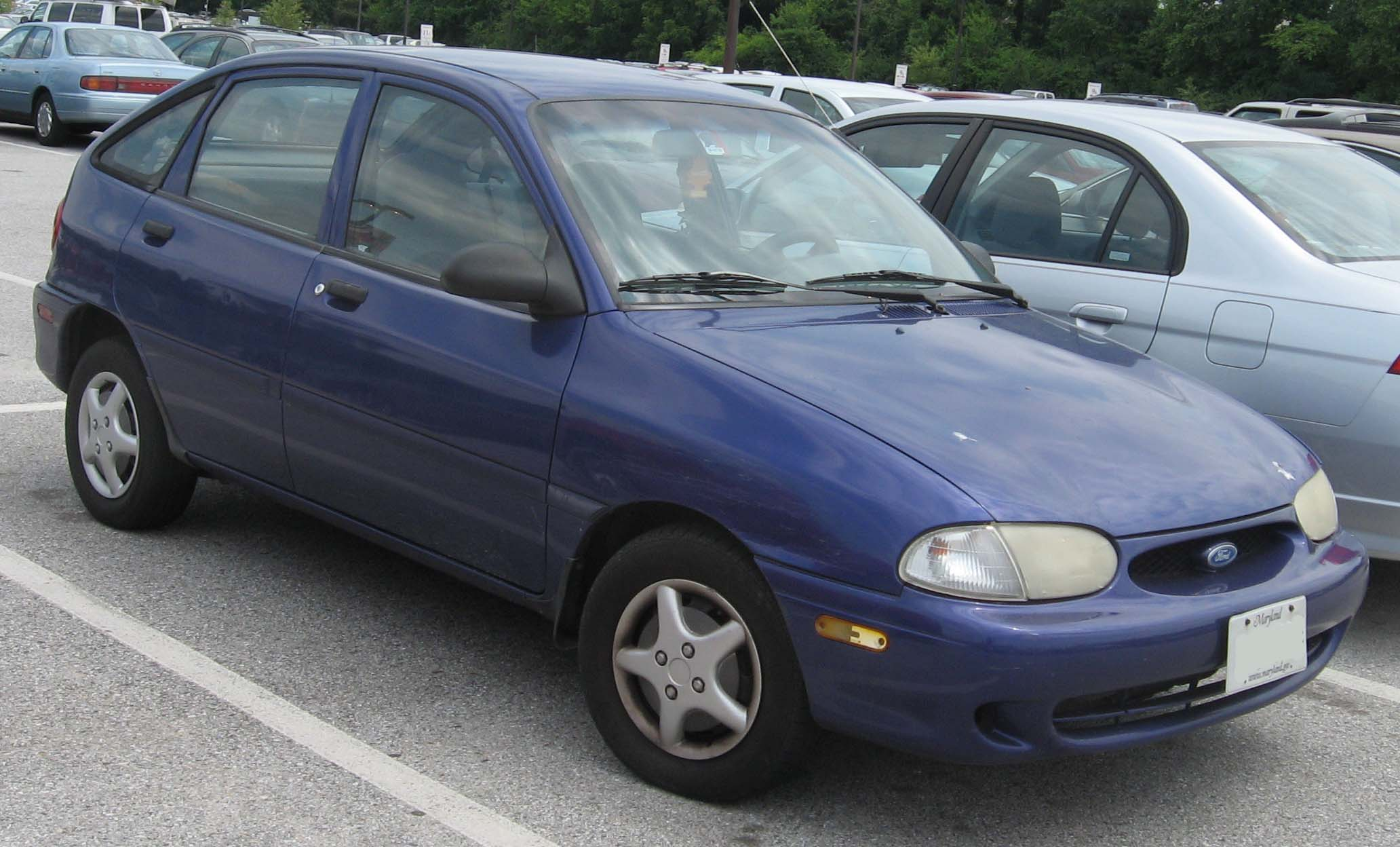
Ford Aspire 5дв хетчбек (1997-2000)